# Calle Cobián Roffignac
La calle Cobián Roffignac es una calle de la ciudad española de Pontevedra situada en el límite entre el centro histórico y el Ensanche. 

## Origen del nombre
La calle rinde homenaje al político pontevedrés Eduardo Cobián Roffignac (1857-1918), ministro de Marina en el gobierno de Azcárraga y de Hacienda en el de Canalejas.

## Historia
La actual calle Cobián Roffignac tiene su origen en un antiguo camino que se extendía a lo largo del lado este de la muralla de Pontevedra, pasando por detrás del ábside de la iglesia de San Francisco. Este camino era conocido como el Camino del Rouco.
En 1901, aún sin urbanizar,  después de la demolición de la muralla a finales del siglo XIX, esta vía perimetral mantenía su nombre tradicional de Rúa do Rouco. En 1903 se acordó la demolición de la sacristía de la iglesia de San Francisco para reconstruirla en una nueva ubicación, adaptada a la nueva alineación de la calle.
El 26 de noviembre de 1905, mediante un acuerdo municipal, se decidió rendir homenaje al político pontevedrés Eduardo Cobián Roffignac, cambiando el nombre de la calle en su honor. En 1924, se presentó un proyecto de urbanización de esta vía, seguido en 1925 de otro proyecto para su ensanche y prolongación hacia el norte.
La calle permaneció con pocas edificaciones hasta las décadas de 1950 y 1960, cuando se construyeron la mayoría de los edificios actuales en los solares disponibles a lo largo de la vía, que disponía de una calzada de doble sentido de circulación.
En 2005 se llevaron a cabo las obras de gran reforma urbana de la calle, durante las cuales se eliminaron los dos carriles de circulación, dejando solo uno. Además, se ampliaron las aceras y se plantaron árboles a lo largo de la misma.

## Descripción

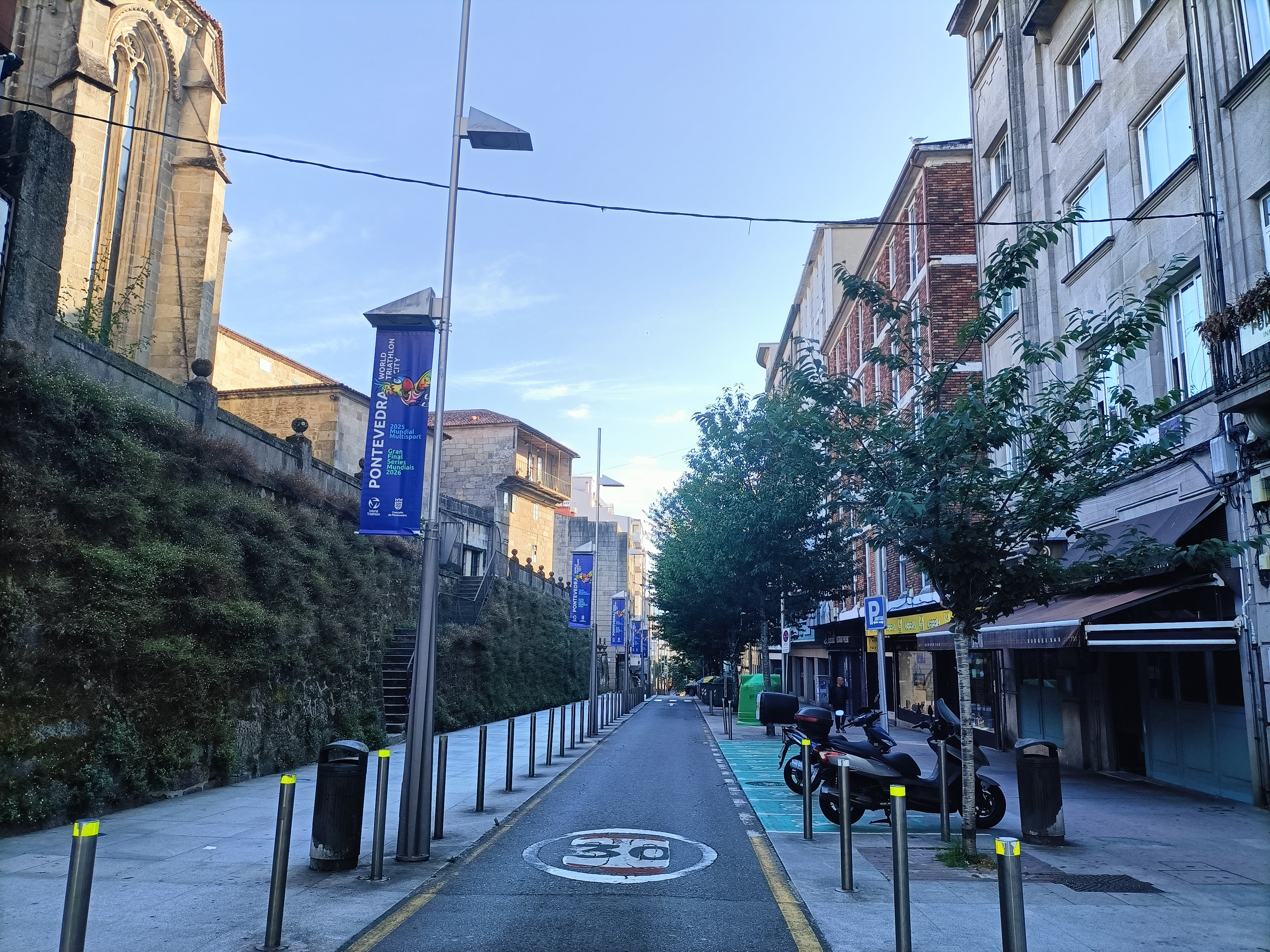
Ábside de la iglesia gótica de San Francisco.

Es una calle de 255 metros de longitud y 10 metros de ancho de media, situada entre el centro histórico de Pontevedra y el Ensanche de Pontevedra siguiendo el perímetro este de la antigua muralla de Pontevedra. La calle tiene una orientación sur-norte y presenta una pendiente descendente según esa orientación. En su trazado confluyen por la izquierda las calles Travesía de la Aduana, Padre Luis María Fernández, Naranjo y Sarmiento y por la derecha la calle Rouco. Al final de la calle, unas escaleras facilitan el acceso a la plaza de José Martí.
En la calle se conserva un antiguo tramo de muralla de la ciudad que actúa como muro soporte del terreno y lo separa a un nivel inferior del convento de San Francisco, extendiéndose desde el inicio de la calle en su parte alta hasta la Travesía de la Aduana. En este punto, se encuentran unas monumentales escaleras de piedra de acceso doble que ascienden hacia esa calle. En el lado izquierdo de la vía se ubica la parte trasera de la iglesia de San Francisco, destacando su ábside y sus vidrieras góticas. Enlosados de piedra componen el pavimento bordeando el lado en que se encuentra el convento. El pavimento de las aceras de 3 metros y la calzada están al mismo nivel, con un único carril de circulación en sentido descendente. Las aceras están protegidas por bolardos metálicos.
En el número 2, en la esquina con la calle de Benito Corbal, hay un edificio de piedra de cinco plantas, el Edificio Martínez, diseñado en 1948 por el arquitecto Juan Argenti Navajas.
En la calle se hallan numerosos locales comerciales, entre los que se encuentran, entre otros, restaurantes, tienda de deporte, librería, joyería o un bingo. También se encuentra en la parte inferior derecha de la calle el Hipermercado HiperFroiz.
La calle Cobián Roffignac se encuentra arbolada con 17 cerezos comunes dispuestos longitudinalmente en el lado derecho de la vía.

## Galería de imágenes

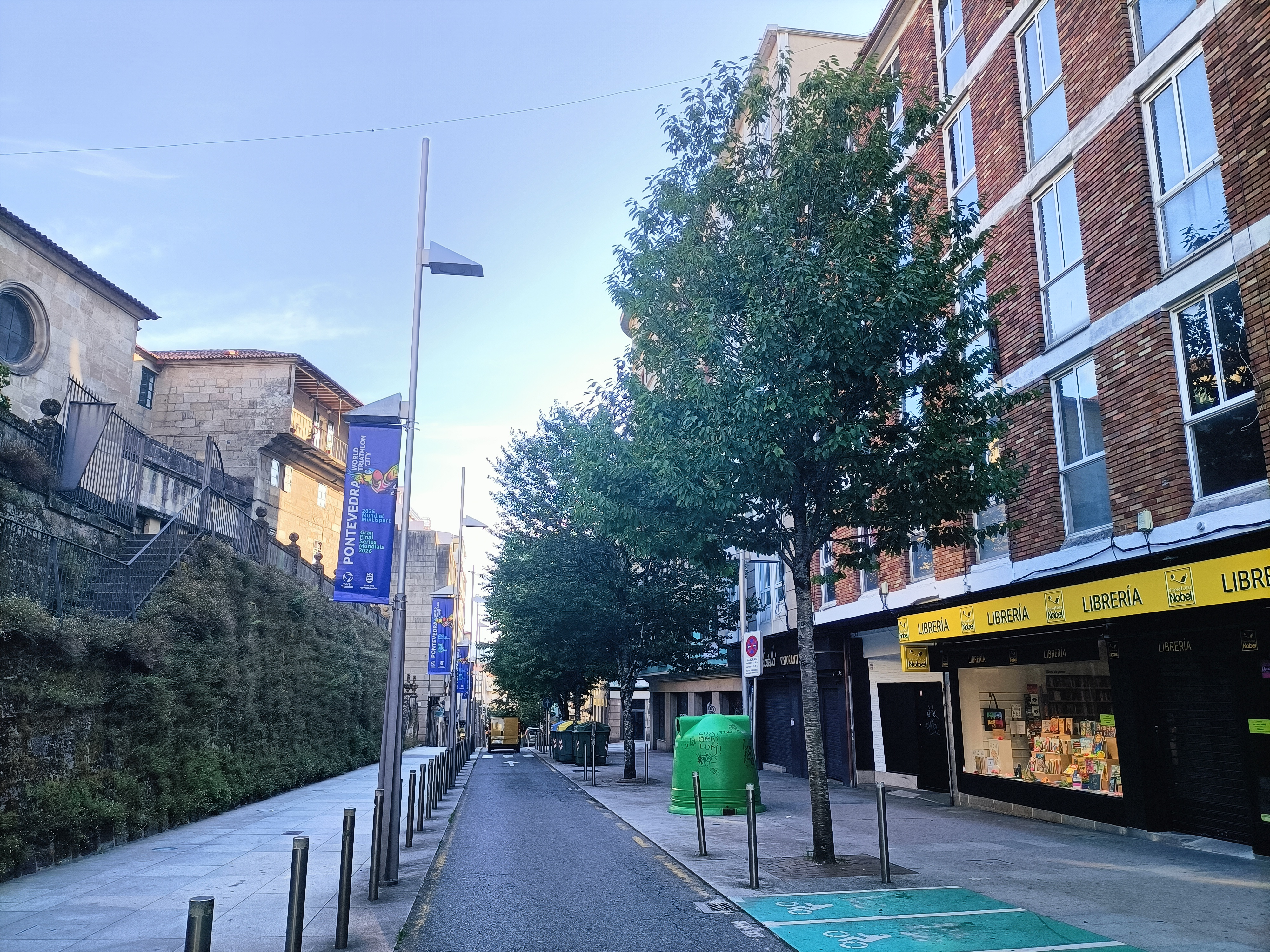
Primer tramo de la calle
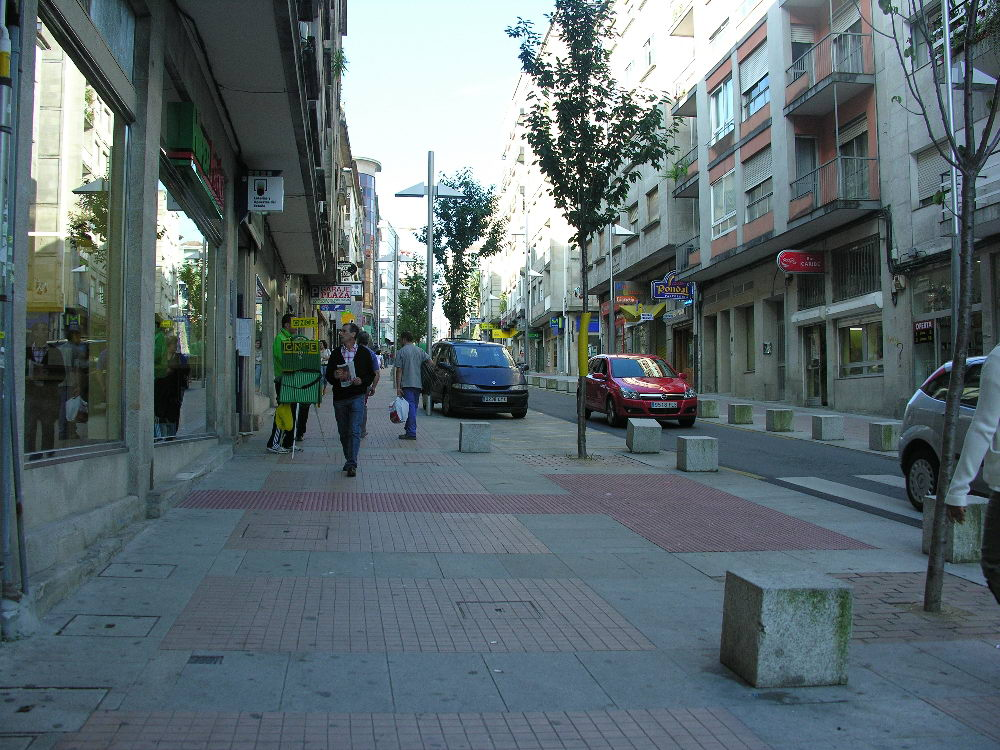
La calle en 2007
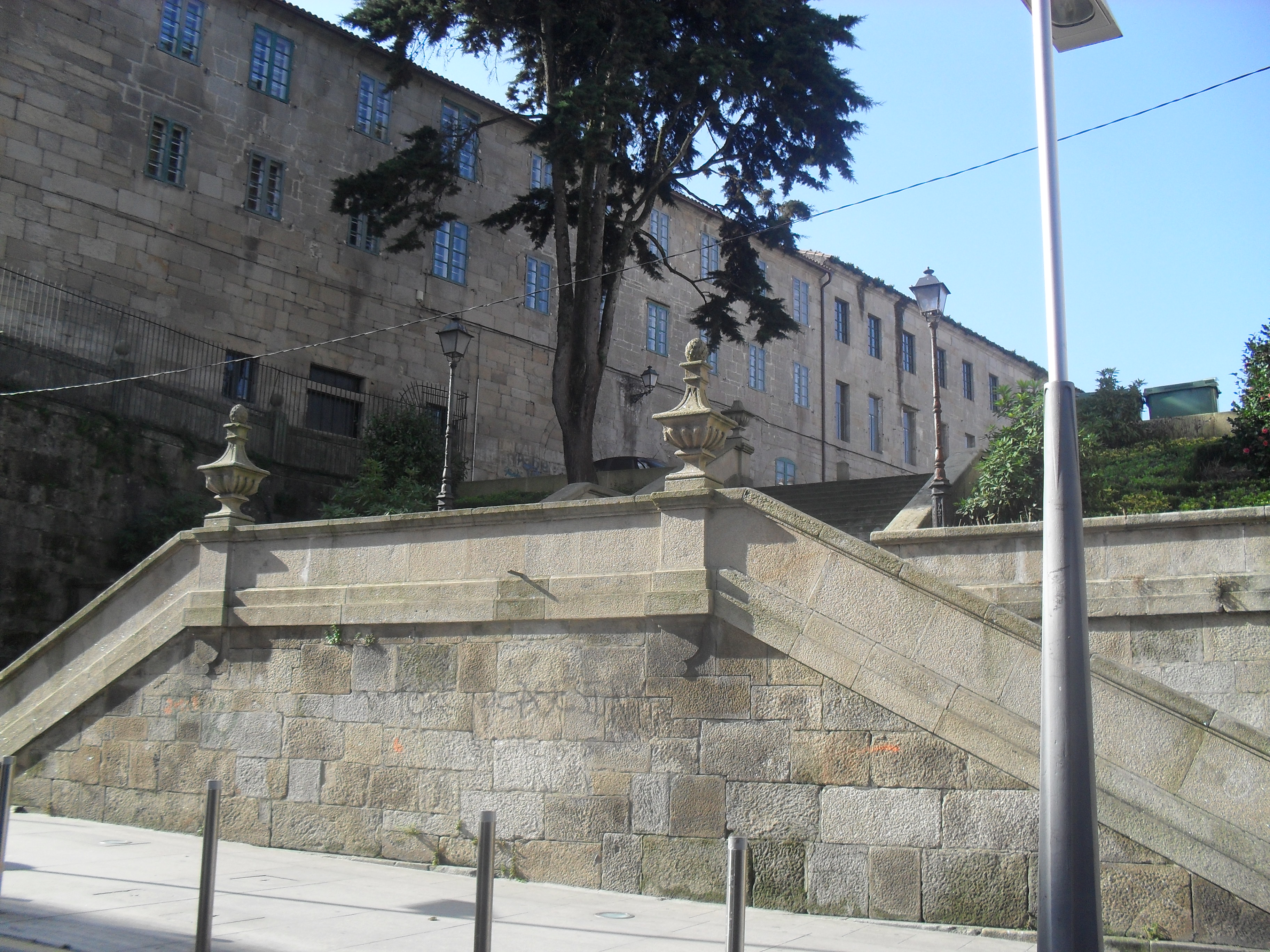
Escalera detrás del Convento de San Francisco desde la Travesía de la Aduana
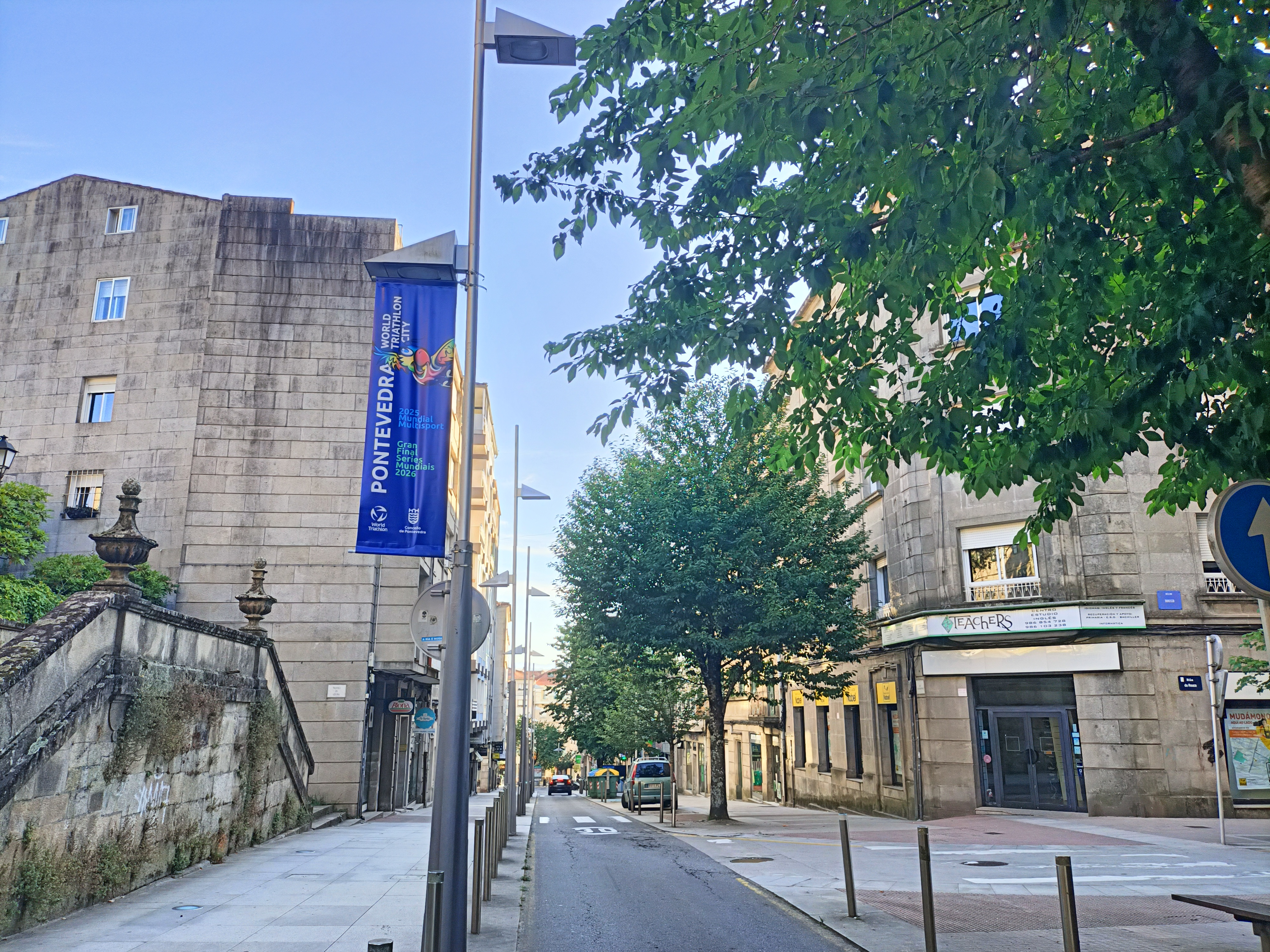
La calle en 2025
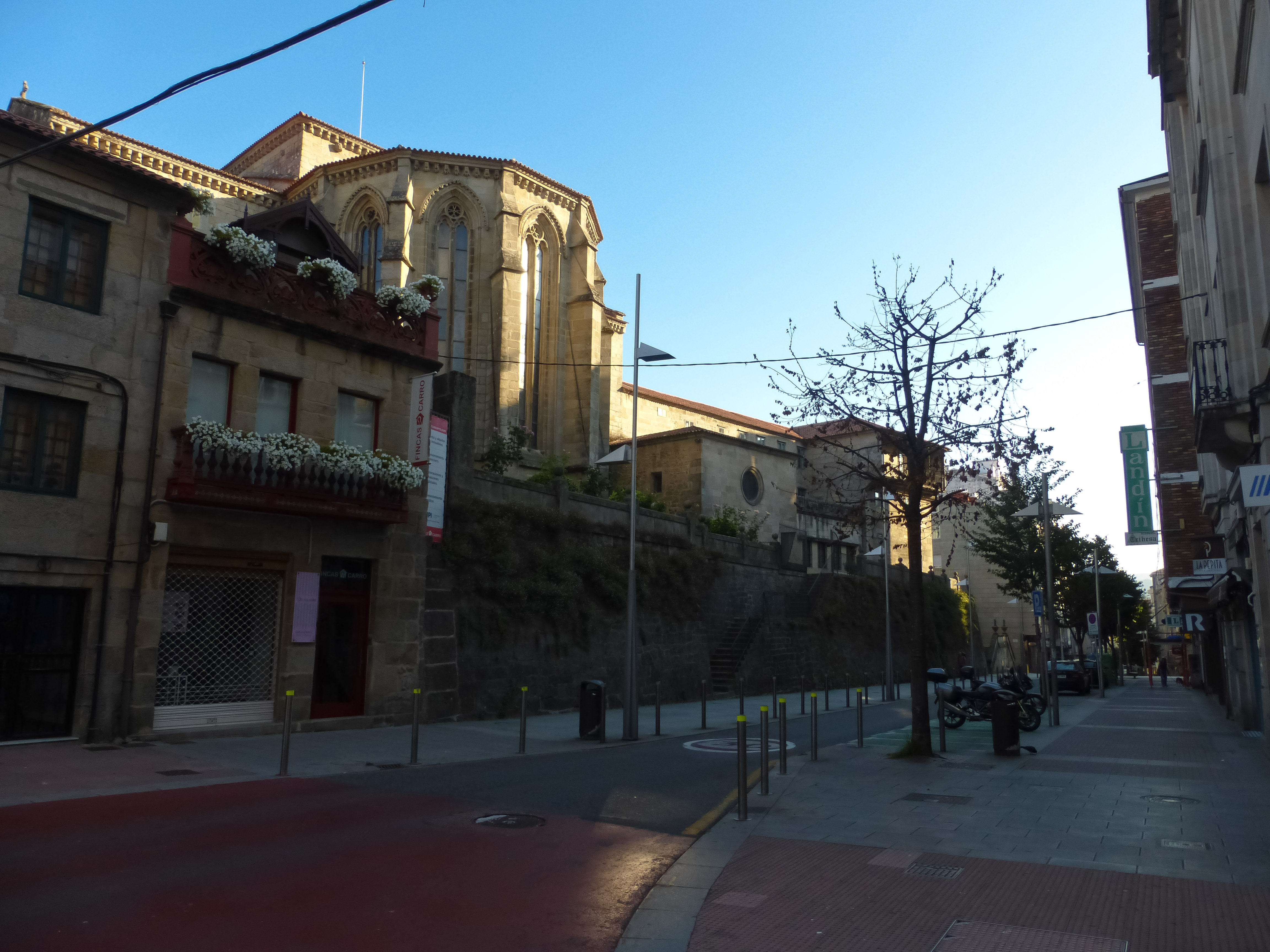
Ábside de la iglesia de San Francisco